# اینوستور آ.ب.
اینوستور آ.ب. (به سوئدی: Investor AB) شرکت سرمایه‌گذاری سوئدی است، که در سال ۱۹۱۶ توسط خانواده والنبری تأسیس شد و کماکان این خانواده مالک بیشترین میزان سهام این شرکت می‌باشند.
شرکت اینوستور کنترل بیشترین میزان سهام را در چندین شرکت بزرگ سوئدی در اختیار دارد، همچنین دارای سهام در شرکت‌های دیگر نیز می‌باشد. در سال ۲۰۰۶ ارزش بازاری معادل ۱۱۹ میلیارد کرون (معادل ۱۳ میلیارد یورو یا ۱۶ میلیارد دلار) را داشته‌است.